# Augusto Gil

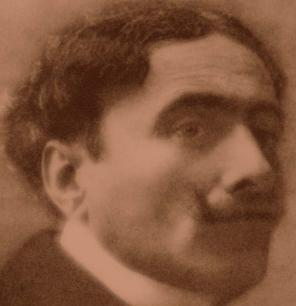
Der portugiesische Dichter Augusto Gil

Augusto Cesar Ferreira Gil (* 31. Juli 1873 in Lordelo do Ouro, Distrikt Porto, Portugal; † 26. November 1929 in Guarda, Portugal) war ein portugiesischer Lyriker.

## Leben und Wirken
Augusto Gil wurde in der Nähe von Porto geboren und verbrachte seine Jugendzeit in Guarda. In Coimbra studierte er Rechtswissenschaften und arbeitete anschließend als Rechtsanwalt in Lissabon. Vor seinem Tod lebte er noch einige Zeit in Guarda.
Seine Lyrik ist vor allem von Guerra Junqueiro, João de Deus und António Nobre geprägt. Parnasismus, Symbolismus und Ultraromantik gehörten zu den von ihm am meisten geschätzten Gattungen. Sein bekanntestes Gedicht ist „Ballada da Neve“ („Ballade vom Schnee“).
In Lissabon sind eine Straße, in Guarda eine Grundschule und eine Stiftung, die sich für die Schulreife von Kindern aus sozialschwachen Familien einsetzt, nach ihm benannt.
Gil starb 1929 in Guarda.

## Werk
- Musa Cerula, 1894, Lyrik.
- Versos, 1898, Lyrik.
- Luar de Janeiro, 1909, Lyrik.
- O canto da Cigarra, 1910, Lyrik.
- Gente de Palmo e Meio, 1913, Chronik.
- Sombra de Fumo, 1915, Lyrik.
- O craveira da janela, 1920, Lyrik.
- Avena Rustica, 1927, Lyrik.
- Rosa deste manha, 1930 (posthum), Lyrik.